# William McKinley
William McKinley jr. (Niles, Ohio, 29 januari 1843 – Buffalo, New York, 14 september 1901) was de 25e president van de Verenigde Staten van 1897 tot zijn dood in 1901. Op 6 september 1901 werd hij slachtoffer van een moordaanslag. Hij overleed op 14 september op  58-jarige leeftijd en werd opgevolgd door vicepresident Theodore Roosevelt.

## Politieke carrière

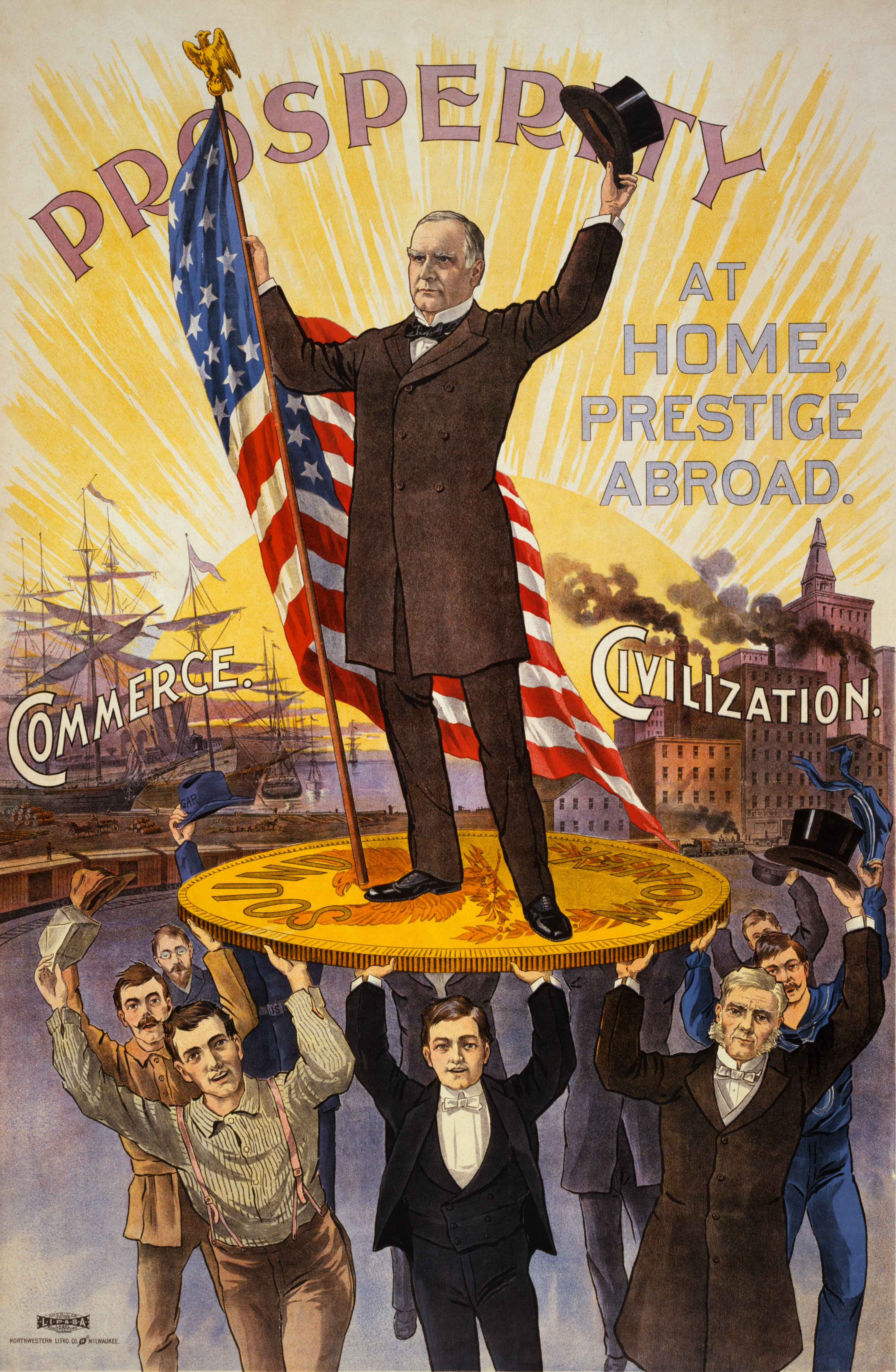
Herverkiezingsposter uit 1900 met daarop McKinley staand op de gouden standaard, ondersteund door soldaten, zeelieden, zakenmensen en fabrieksarbeiders.

In 1876 werd hij Republikeins lid van het Congres, waar hij met een korte onderbreking lid van bleef tot 1891. Hij maakte zich populair door onder andere te pleiten voor hogere invoerrechten (McKinley Tariff Act 1890). Hij werd in 1892 tot gouverneur van Ohio gekozen en in 1896 tot president van de Verenigde Staten. Hij liet zich, zij het aarzelend, meeslepen door de imperialistische stromingen van zijn dagen en bracht zo in april 1898 het land in oorlog met Spanje. Na het succesvolle verloop van deze strijd bepleitte hij de annexatie van de Filipijnen en een gedeeltelijke onafhankelijkheid voor Cuba onder sterke Amerikaanse controle. Ook keurde hij de annexatie van Hawaï goed. In 1900 werd hij met een nog grotere meerderheid opnieuw verkozen. Hij was van 1897-1901 president van de VS.
In november 1900 had de regering van het Ottomaanse Rijk bepaald dat joden nog slechts 3 maanden achtereen het land (Palestina) mochten bezoeken. Dit was voor Theodor Herzl reden om Amerikaanse joden te schrijven en leden van senaat, congres en president McKinley te vragen om alles te doen wat in hun macht lag, om deze discriminatie (niet-joodse VS-burgers werden niet getroffen door deze maatregel) te doen beëindigen. Toen de Amerikaanse ambassadeur voorjaar 1901 zijn beklag deed, antwoordde de Turkse Porte dat individuele joodse bezoekers welkom waren, maar groepen joodse kolonisten niet. Immigratie van zionistische joden, landaankoop en opbouw van de eerste kibboetsen in Palestina gebeurde sinds ruim 20 jaar en Palestijnse notabelen hadden in 1895 in Istanboel hun verontrusting hierover uitgesproken.

## Moord op McKinley
Tijdens een bezoek aan de Pan-Amerikaanse tentoonstelling te Buffalo (New York) op 6 september 1901 werd McKinley het slachtoffer van een moordaanslag. De Poolse immigrant Leon Czolgosz, een fanatiek anarchist die tekenen van zwakzinnigheid vertoonde, vuurde tweemaal met een pistool op de president. De eerste kogel ging in zijn schouder, de tweede doorboorde zijn ingewanden en bleef in zijn rug steken. De eerste kogel werd eenvoudig gevonden en verwijderd, maar de tweede kogel konden de chirurgen niet terugvinden. McKinley leek echter te herstellen, waardoor werd besloten om de tweede kogel te laten zitten, omdat het zoeken ernaar mogelijk meer schade zou toebrengen. Het pas ontwikkelde röntgenapparaat, dat op de tentoonstelling werd gepresenteerd, durfde men nog niet op de president te gebruiken. McKinley was gedurende een week aan de beterende hand, maar raakte uiteindelijk in shock en stierf op 14 september 1901, acht dagen na de aanslag, aan de gevolgen van het koudvuur dat zijn verwondingen had aangetast. Hij werd 58 jaar oud.
Drie kwartier na de dood van McKinley werd de toegesnelde vicepresident Theodore Roosevelt als nieuwe president beëdigd. Met zijn 42 jaar was Roosevelt de jongste man die ooit president van de Verenigde Staten was geworden, zij het zonder directe verkiezing.

## Trivia
- McKinley gaf zijn naam ook aan de hoogste berg van de Verenigde Staten: de Denali heette van 1917 tot 31 augustus 2015 Mount McKinley. President Trump besloot in 2025 de berg weer naar McKinley te hernoemen.
- Toen op 22 januari 1901 koningin Victoria van het Verenigd Koninkrijk stierf, moesten alle vlaggen in de Verenigde Staten op zijn bevel halfstok worden gehangen.

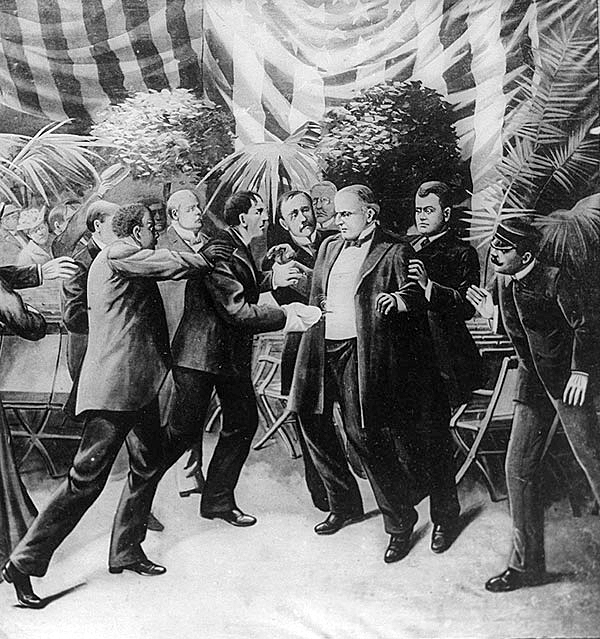
Moord van president McKinley in Buffalo (New York), september 1901

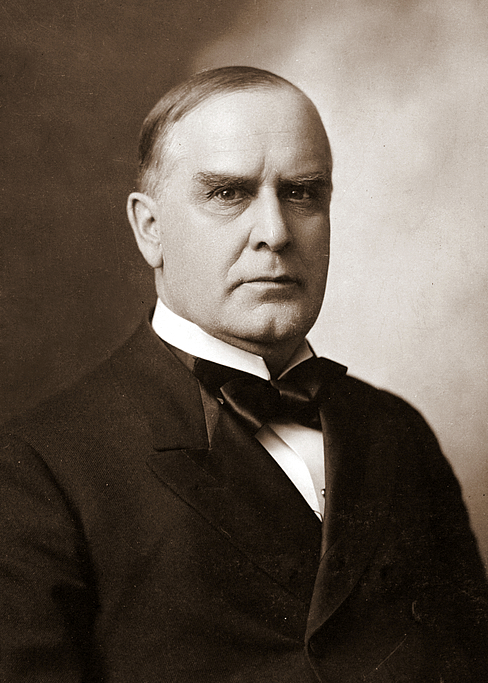
Portret McKinley uit 1896

## Kabinetsleden onder McKinley
| Kabinetsleden       | Ministerie         | Periode     | Bijzonderheden                                                        |
| ------------------- | ------------------ | ----------- | --------------------------------------------------------------------- |
| John Sherman        | Buitenlandse Zaken | 1897 - 1898 | Minister van Financiën onder Rutherford Hayes                         |
| Cornelius Bliss     | Binnenlandse Zaken | 1897 - 1899 |                                                                       |
| Russel Alger        | Oorlog             | 1897 - 1899 |                                                                       |
| Lyman Gage          | Financiën          | 1897 - 1901 | Idem onder Theodore Roosevelt                                         |
| Joseph McKenna      | Justitie           | 1897 - 1898 |                                                                       |
| James Wilson        | Landbouw           | 1897 - 1901 | Idem onder Theodore Roosevelt + William Taft                          |
| John Davis Long     | Marine             | 1897 - 1901 | Idem onder Theodore Roosevelt                                         |
| James Gary          | Posterijen         | 1897 - 1898 |                                                                       |
| William Day         | Buitenlandse Zaken | 1898        |                                                                       |
| John Griggs         | Justitie           | 1898 - 1901 |                                                                       |
| Elihu Root          | Oorlog             | 1899 - 1901 | Idem onder Theodore Roosevelt                                         |
| Charles Emory Smith | Posterijen         | 1898 - 1901 | Idem onder Theodore Roosevelt                                         |
| John Hay            | Buitenlandse Zaken | 1898 - 1901 | Idem onder Theodore Roosevelt                                         |
| Ethan Hitchcock     | Binnenlandse Zaken | 1899 - 1901 | Idem onder Theodore Roosevelt                                         |
| Philander Knox      | Justitie           | 1901        | Idem onder Theodore Roosevelt + Buitenlandse Zaken onder William Taft |